# عزرا نورتن
عزرا نورتن (بالإنجليزية: Ezra Norton)‏ هو شخصية أعمال أسترالي، ولد في 8 أبريل 1897، وتوفي في 4 يناير 1967.